# Blodgett (Misuri)
Blodgett es una villa ubicada en el condado de Scott en el estado estadounidense de Misuri. En el Censo de 2010 tenía una población de 213 habitantes y una densidad poblacional de 627,78 personas por km².

## Geografía
Blodgett se encuentra ubicada en las coordenadas 37°0′17″N 89°31′35″O / 37.00472, -89.52639. Según la Oficina del Censo de los Estados Unidos, Blodgett tiene una superficie total de 0.34 km², de la cual 0.34 km² corresponden a tierra firme y (0%) 0 km² es agua.

## Demografía
Según el censo de 2010, había 213 personas residiendo en Blodgett. La densidad de población era de 627,78 hab./km². De los 213 habitantes, Blodgett estaba compuesto por el 92.96% blancos, el 1.88% eran afroamericanos, el 0.47% eran amerindios, el 0.47% eran asiáticos, el 0% eran isleños del Pacífico, el 0% eran de otras razas y el 4.23% pertenecían a dos o más razas. Del total de la población el 2.82% eran hispanos o latinos de cualquier raza.